# Abbamania

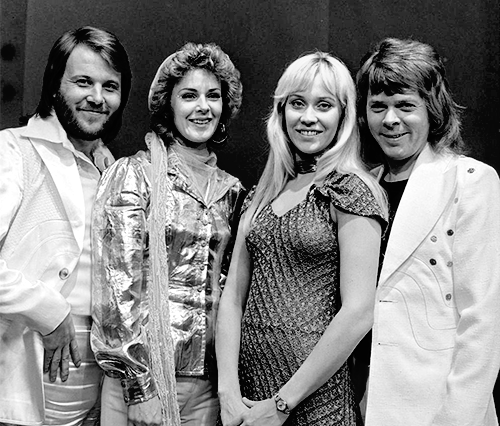
ABBA im Jahr 1974, zwei Jahre vor der Abbamania

Als Abbamania (dt. „ABBA-Manie“), auch ABBA-Fieber, wird die euphorische Begeisterung für die schwedische Popgruppe ABBA zwischen 1975 und 1977 insbesondere in Australien, aber auch in Großbritannien bezeichnet. Das große mediale Interesse an den vier Schweden begann Ende 1975 mit der Single Mamma Mia, die zuerst in Australien und wenig später in Großbritannien zum Nummer-eins-Hit wurde. Im darauffolgenden Jahr 1976 platzierten sich mehrere Singles und Alben von ABBA durchgehend in den jeweiligen Charts und belegten zum Teil wochenlang die Spitzenposition.
Ihren Höhepunkt erlebte die Abbamania im Februar und März 1977 mit der ABBA-Welttournee durch Europa und Australien, die auch in ABBA – Der Film dokumentiert ist. In Großbritannien blieb die Musik der Gruppe auch danach sehr beliebt und kommerziell erfolgreich, in Australien flaute das Interesse hingegen merklich ab und brachte bis zum Ende der Bandkarriere keine Nummer-eins-Hits mehr hervor. Mit dem ABBA-Revival in den 1990er Jahren erschien 1999 ein Tributealbum, das angelehnt an die erfolgreichste Zeit der Gruppe den Titel ABBAmania trägt. Seit 2000 tritt außerdem eine gleichnamige Tribute-Band auf.

## Vorgeschichte
Der Sieg von ABBA beim Eurovision Song Contest 1974 mit Waterloo hatte die Band international bekannt gemacht und vor allem in westeuropäischen, aber auch in nordamerikanischen Ländern einen unmittelbaren Karriereschub bedeutet. So wurde Waterloo zu ihrem ersten Nummer-eins-Hit in Deutschland und Großbritannien, erreichte in Australien Platz 4 und in den USA Platz 6. Mehrere Promotion-Touren durch Westeuropa und die USA sowie die Produktion von Musikvideos sollten für ABBA und ihre Musik werben. Die Versuche der Band und ihres Managers Stig Anderson, an den Erfolg von Waterloo anzuknüpfen, erwiesen sich insbesondere in Großbritannien als schwierig. Während ABBA in Skandinavien und Mitteleuropa weiterhin populär blieb, war das Interesse in den englischsprachigen Ländern kaum mehr vorhanden. Sowohl Honey, Honey als auch die neue Single So Long wurden dort zum Flop, ebenso die erste Tournee durch Mitteleuropa, was das Image der Gruppe als One-Hit-Wonder bestärkte.

## Ausgangspunkt
Mit den Aufnahmen für ihr nächstes Album hatte die Band im August 1974 begonnen. Wie auf den beiden Vorgänger-Alben experimentierten die Komponisten auch hier noch mit verschiedenen musikalischen Richtungen, fanden allerdings mit SOS und insbesondere Mamma Mia zu einem eigenen und innovativen Sound. Nach Erscheinen des Albums wurde der Regisseur Lasse Hallström beauftragt, zu vier ausgewählten Songs aus dem Album Musikvideos zu drehen. Zu diesen zählten neben SOS und Mamma Mia auch I Do, I Do, I Do, I Do, I Do und Bang-A-Boomerang, denen man zutraute, sich als Single gut zu verkaufen. Mit einem Budget von 50.000 Kronen wurden die Clips im April 1975 in wenigen Tagen produziert und waren vor allem für Australien und Neuseeland bestimmt, da diese Länder für Liveauftritte im Fernsehen zu weit entfernt waren.
Im Juli 1975 stieg die Single I Do, I Do, I Do, I Do, I Do mit Platz 83 in die australischen Charts ein und erweckte das Interesse der 1974 neu eingeführten Musiksendung Countdown mit ihrem Moderator Molly Meldrum, die ein Pendant zum britischen Format Top of the Pops darstellte. Das zugehörige Musikvideo wurde am 3. August 1975 ausgestrahlt, eine Woche später jenes zu Mamma Mia. Vor allem letzteres wurde vom Publikum so begeistert aufgenommen, dass zahlreiche Anrufe beim Fernsehsender ABC eingingen, die um eine wiederholte Ausstrahlung baten. Zur positiven Resonanz der beiden Clips trug auch die Tatsache bei, dass zu jener Zeit nur wenige Farbfilme im australischen Fernsehen gezeigt wurden. Währenddessen trat ABBA am 16. August 1975 mit SOS im britischen Fernsehen auf, um die kurz zuvor veröffentlichte Single zu bewerben. Durch ihr neues Auftreten als Popgruppe wuchs das Interesse an ABBA und ihrer Musik auch in Großbritannien und SOS stieg im September in die Charts ein.
Zu diesem Zeitpunkt hatte das australische Plattenlabel RCA Stig Anderson bereits zu einer Single-Veröffentlichung von Mamma Mia überreden können, der sich zunächst noch dagegen ausgesprochen hatte. Auch das Album ABBA konnte im September 1975 in die australischen Albumcharts einsteigen. Am 13. Oktober 1975 erreichte I Do, I Do, I Do, I Do, I Do Platz 1 der Singlecharts; drei Wochen später wurde sie von Mamma Mia abgelöst, die die Spitzenposition für zehn Wochen bis Januar 1976 hielt. Im Anschluss erreichte auch SOS für eine Woche Platz 1. Inzwischen hatte SOS in Großbritannien für zwei Wochen Platz 6 belegt und im Dezember stieg Mamma Mia, das wegen des großen Erfolgs in Australien auch hier und in anderen Ländern als Single veröffentlicht worden war, in die britischen Charts ein.

## Verlauf der Abbamania

### Australien
Bereits Ende 1975 hatten die Plattenlabels der Gruppe eine Vielzahl an Anrufen und Fanpost erhalten. Am 8. Dezember 1975 erreichte das Album ABBA Platz 1 und hielt die Position für elf Wochen. Es wurde 570.000 Mal verkauft und erhielt 11 Gold-Auszeichnungen. Das neue Best-of-Album der Gruppe, das hier unter The Best of ABBA veröffentlicht wurde, stieg im Dezember 1975 in die Charts ein, ebenso eine Neuauflage von Waterloo und einen Monat später Ring Ring. Im Januar 1976 war ABBA mit vier Alben in den Top 100 der Albumcharts sowie drei Singles in den Top 20 der Singlecharts vertreten. Trotz der überragenden Präsenz der Gruppe in Radio, Fernsehen und Hitlisten berichteten populäre australische Musikmagazine wie Juke oder RAM vorerst nur sehr zurückhaltend über ABBA, wodurch eine Art Mythos entstand. So kam das Gerücht auf, die vier ABBA-Mitglieder seien lediglich Schauspieler, welche die wahren Musiker ersetzen sollten.
Mitte Januar 1976 verhandelten Vertreter der „Reg Grundy Productions“, einer australischen Filmproduktionsgesellschaft, mit dem Manager Stig Anderson über eine ABBA-Fernsehshow. Die Firma zahlte 10.000 australische Dollar für ein TV-Special in der Pop-Show Bandstand, das angelehnt an die gerade veröffentlichte LP „The Best of ABBA“ heißen sollte. Der bevorstehende Aufenthalt der Gruppe in Australien wurde in nahezu sämtlichen Zeitungen des Landes angekündigt, beispielsweise schrieb der Daily Mirror im Februar 1976: „ABBA, die heißeste Popgruppe der Welt, wird im nächsten Monat in Australien ein einstündiges Bandstand-Special geben“ und eine andere Zeitung bezeichnete das Land als „ABBAustralia“. Als die Gruppe am 4. März 1976 in Sydney landete, hatte sich eine Menge begeisterter Fans am Flughafen versammelt. Fortan war ABBA auch in vielen australischen Musikmagazinen von Interesse, die versuchten, persönliche Details über die vier Mitglieder herauszufinden und die Gruppe in den Schlagzeilen führten, während in allen Nachrichtensendungen über ihre Ankunft berichtet wurde. Bei der Pressekonferenz am 5. März 1976 im Sydney Hilton Hotel waren laut Zeitungsberichten so viele Journalisten anwesend wie bei keiner anderen Veranstaltung in Australien zuvor.
Am 8. März 1976 kam die Gruppe in Melbourne an, wo ebenfalls zahlreiche Fans mit Bannern am Flughafen warteten. Die Mitglieder wurden unter Polizeischutz zum Hotel gebracht, das solchermaßen von Fans belagert wurde, dass sie durch die Garage nach draußen geschleust werden mussten, um in das Fernsehstudio zu gelangen. Im Anschluss reiste ABBA zurück nach Sydney, um in weiteren Fernsehshows aufzutreten sowie das TV-Special „The Best of ABBA“ aufzuzeichnen. Zusätzlich wurde bereits das Musikvideo zur neuen Single Fernando ausgestrahlt und unzählige Male wiederholt. Zwei Tage nach der Abreise von ABBA am 13. März 1976 stieg die Single in die Charts ein. Als das Fernsehspecial am 20. März 1976 auf Channel 9 ausgestrahlt wurde, verzeichnete der Sender eine Einschaltquote von 54 Prozent – ein Rekord, der sogar die Quote der Mondlandung 1969 übertraf. Folglich wurde „The Best of ABBA“ eine Woche später wiederholt und erreichte hierbei sogar 58 Prozent Einschaltquote. Die Lizenzrechte an der Show wurden in 20 Länder verkauft, u. a. als erste Fernsehsendung in Farbe nach Italien.
In den Wochen nach der Promotion-Reise stieg die Popularität von ABBA in Australien noch weiter. Die LP The Best of ABBA erreichte am 29. März 1976 Platz 1 der Albumcharts und hielt diesen 16 Wochen hintereinander. Sie erzielte 20-fach Gold und wurde über 1,1 Millionen Mal verkauft. Andere Quellen geben 1,25 Millionen verkaufte Exemplare an. Um der immensen Nachfrage gerecht zu werden, wurden die Presswerke fast aller australischer Plattenlabels beauftragt. Es hieß, jeder vierte Haushalt in Australien besäße ein Exemplar dieses Albums. Ab 5. April 1976 stand Fernando für 14 Wochen an der Chartspitze, womit der Rekord der Beatles gebrochen wurde, die 1968 mit Hey Jude 13 Wochen lang die Spitzenposition gehalten hatten. Fernando wurde zur erfolgreichsten Single des Jahres, erhielt 25 Gold-Auszeichnungen und verkaufte sich rund 400.000 Mal. Zeitungen und Magazine berichteten nun permanent von der Gruppe, widmeten ihr Titelstorys und Artikel mit Fotostrecken und Interviews. Laut Reportern stammte jeder dritte Titel, der zu dieser Zeit im Radio gespielt wurde, von ABBA. „Reg Grundy Productions“ erwarb von Stig Anderson die Merchandising-Rechte für ABBA und stellte im Laufe des Jahres 20 Lizenzen an Merchandising-Produzenten aus.
Im Zuge der Erfolgswelle erreichten die Singles Ring Ring Platz 7, Hasta Mañana Platz 16 und Rock Me Platz 4. Im April 1976 zog der Kent Music Report Vergleiche zwischen ABBA und der Beatlemania aus dem Jahr 1964 und merkte an, dass seit den Beatles keine andere Band in Australien derartige Charterfolge innerhalb einer 12-Monats-Periode gehabt hatte. Die TV Week titelte in einer Ausgabe: „Abbamania größer als die Beatlemania.“ Im Juni 1976 befanden sich vier Alben und fünf Singles von ABBA in den Charts, wobei die Gruppe 14 Wochen lang die Spitzenposition der Single- und Albumcharts gleichzeitig innehatte. Mitte 1976 schloss die Gruppe einen Vertrag mit dem Elektro-Hersteller National. ABBA wurde als Testimonial für eine Reihe von Werbespots sowie eine Vielzahl an weiteren Werbemitteln eingesetzt, als musikalische Begleitung der Spots wurde ein Werbetext zur Melodie von Fernando geschrieben. Mit den daraus erwirtschafteten Einnahmen von rund 1 Million AUD plante Stig Anderson, die bevorstehende Konzerttournee von ABBA zu finanzieren. Die am 16. August 1976 herausgegebene neue Single Dancing Queen war über 50.000 Mal vorbestellt und stieg sofort in die Charts ein. Sie blieb acht Wochen an der Spitze und erhielt 20-fach Gold für mehr als 300.000 verkaufte Stück.
Im September 1976 wurde bekanntgegeben, dass die angekündigte ABBA-Konzerttournee im März 1977 stattfinden würde. Einen Monat später begann der Kartenvorverkauf, wobei alleine in Sydney innerhalb einer Woche über 25.000 Tickets reserviert wurden. Als am 11. Oktober 1976 das neue Album Arrival veröffentlicht wurde, kooperierte RCA mit sechs anderen Plattenlabels, um den 600.000 Vorbestellungen nachzukommen. Arrival wurde zum einzigen Album der 1970er Jahre, das auf Platz 1 in die Charts einstieg. Es blieb für acht Wochen bis Januar 1977 an der Chartspitze und erzielte 21-fach Gold für über eine Million abgesetzte Exemplare. Gleichzeitig stand Money, Money, Money sechs Wochen auf Platz 1 der Singlecharts und wurde rund 200.000 Mal verkauft. Insgesamt hatte ABBA im Jahr 1976 für 31 Wochen die Singlecharts und für 30 Wochen die Albumcharts in Australien angeführt, länger als alle anderen Musikkünstler zusammen. Rund 100 Millionen AUD wurden im Zuge der Abbamania umgesetzt, was zu dieser Zeit etwa der Hälfte des Gesamtumsatzes der australischen Musikindustrie entsprach. Innerhalb von nur anderthalb Jahren waren in dem Land mit damals etwa 14 Millionen Einwohnern über 3 Millionen Alben und mehr als eine Million Singles von ABBA verkauft worden.

### Großbritannien
Am 11. und 12. Januar 1976 trat ABBA mit Mamma Mia in der britischen Musiksendung Top of the Pops auf, um die Single zu bewerben, die sich gerade in den Charts befand. Am 31. Januar erreichte Mamma Mia für zwei Wochen Platz 1 und damit als erste ABBA-Single seit Waterloo. Auch das Album ABBA kam in die Charts und erreichte Platz 13. Im April 1976 trat ABBA mit Fernando erneut in „Top of the Pops“ auf. Die Single erreichte am 2. Mai 1976 die Chartspitze und hielt sie für vier Wochen. Fernando wurde 775.000 Mal verkauft und mit Gold ausgezeichnet. Zeitgleich erreichte das Album Greatest Hits Platz 1 und verblieb insgesamt 11 Wochen dort. Es verkaufte sich bis Jahresende über 1,25 Millionen Mal und wurde zum erfolgreichsten Album 1976. Mit insgesamt 2,6 Millionen abgesetzten Exemplaren und acht Platin-Auszeichnungen wurde Greatest Hits darüber hinaus zum meistverkauften Album der 1970er in Großbritannien nach Bridge over Troubled Water von Simon & Garfunkel.
Dancing Queen erreichte nur zwei Wochen nach Erscheinen Platz 1 und hielt ihn für sechs Wochen. Die Single erzielte ebenfalls Gold für über eine Million verkaufte Stück und ist bis heute die meistverkaufte ABBA-Single in Großbritannien. Im Zuge der Promotion für das Album Arrival, das hier am 5. November 1976 erschien, reiste die Band kurz darauf nach London, wo sich das Interesse an ABBA ebenfalls auf einem Höhepunkt befand. Der Gruppe wurden insgesamt 32 Silber-, Gold- und Platin-Auszeichnungen für ihre Plattenverkäufe überreicht. Ein Preisausschreiben im Daily Express, bei dem einige Exemplare des neuen Albums verlost wurden, erhielt über 21.500 Zusendungen – die meisten, die die Zeitung jemals bekam. Die Single Money, Money, Money erreichte Platz 3 der Charts und wurde über 500.000 Mal verkauft, während die Tickets für zwei angekündigte London-Konzerte 1977 innerhalb einer Stunde vergriffen waren. Arrival belegte 1977 für zehn Wochen die Chartspitze und wurde zum meistverkauften Album des Jahres.

## Höhepunkt
Fünf Konzerte in Großbritannien bildeten den abschließenden Teil der Europatournee im Februar 1977. Bereits für das erste in Birmingham am 10. Februar 1977 mit 2.500 Plätzen hatte es 50.000 Ticketanfragen gegeben. Den Höhepunkt bildeten zwei Vorstellungen in London, für die 3,5 Millionen Voranfragen bei 12.000 verfügbaren Karten eingegangen waren, was 625 ausverkauften Konzerten entsprochen hätte. Verantwortlich für die Entscheidung, in kleineren Hallen aufzutreten, waren die negativen Erfahrungen auf der Europatournee 1974, bei der zahlreiche Konzerte nicht ausverkauft waren oder abgesagt wurden. Auf der Tournee durch Großbritannien wurden der Gruppe vier zusätzliche Leibwächter zur Verfügung gestellt, was der Tourmanager Thomas Johansson damit begründete, dass das britische Publikum weitaus temperamentvoller sei, als jenes in Skandinavien.
Zur selben Zeit ihrer Australien-Tournee war die britische Königin Elisabeth II. zu Besuch, der weit weniger Aufmerksamkeit zuteilwurde. Die Tour wurde zur größten, die bis dahin in Australien stattgefunden hatte. Insgesamt 11 Konzerte in neun Tagen in vier verschiedenen Städten vor über 145.000 Zuschauern standen auf dem Programm. Die Crew bestand aus insgesamt 106 Leuten, darunter jene Filmcrew, die die Aufnahmen für einen geplanten Spielfilm machte. Als ABBA am 27. Februar 1977 abends in Sydney landete, warteten über 1500 Fans am Flughafen, die zum Teil versuchten, die Polizeiabsperrungen zu überwinden, wobei ein 12-jähriges Mädchen niedergetrampelt wurde. Am Tag darauf titelte der Daily Mirror über einem Foto der Gruppe „They’re here!“ (deutsch: „Sie sind hier!“). Die folgenden 14 Tage waren für die Gruppe geprägt von überschwänglicher Begeisterung und euphorischen Empfängen, aber auch von unangenehmer und teils penetranter Massenhysterie.
Den Auftakt der Australien-Tour hätte ursprünglich ein Konzert in Sydney vor 40.000 Zusehern bilden sollen, das jedoch auf zwei Vorstellungen aufgeteilt wurde, da es keinen Veranstaltungsort in der Stadt gab, der für ein Konzert in dieser Dimension geeignet gewesen wäre. Obwohl das erste der beiden Konzerte am 3. März 1977 von strömendem Regen begleitet wurde, warteten zahlreiche Fans bereits 24 Stunden vor Beginn der Show an den Eingängen der „Sydney Showgrounds“. Als am Nachmittag die Tore geöffnet wurden, gab es aufgrund der freien Platzwahl einen immensen Andrang auf die vorderen Plätze. Es wurde überlegt, das Konzert aus Sicherheitsgründen zu verschieben, was aufgrund des engen Zeitplans der Gruppe allerdings nicht möglich gewesen wäre, sodass die Show am Abend nahezu ohne Verspätung begann. Insgesamt 20.000 Zuseher verfolgten den Auftritt, Tausende weitere versammelten sich außerhalb der Absperrungen. Während des Konzerts drang Wasser in die Sound-Anlage ein, sodass einige Lautsprecher ausfielen und die Tonqualität verschlechterte. Daneben versperrten zahlreiche Regenschirme die Sicht der hinteren Reihen auf die Bühne. Die Begeisterung für ABBA hielt sich allerdings ungebrochen, sodass alle Gruppen-Mitglieder dieses erste Konzert in Australien später als ein Highlight in ihrer Karriere betrachteten.
Nach dem zweiten Konzert in Sydney flog ABBA am 5. März 1977 weiter nach Melbourne, wo die Gruppe über die Autobahn zu einem Empfang ins Rathaus gefahren wurde. Dabei versuchten vier Fernsehstationen mit Hubschraubern, Bilder der Bandmitglieder zu bekommen, während sich um sie herum zahlreiche Autos drängten. Auch die Straßen auf dem Weg waren von Menschenmassen gesäumt und das Radio sendete live, als die Gruppe auf den Balkon des Rathauses trat und über 6000 versammelten Fans zuwinkte. Als die Musiker in einer Limousine durch die Stadt gefahren wurden, setzte eine Mutter ihr Kind vor das Auto, um es anzuhalten und ein Autogramm zu bekommen. Bei der Öffnung des Konzertgeländes am selben Abend rissen Fans an zwei Stellen die Zäune nieder. Das erste von drei Konzerten sahen neben 14.500 Zuschauern noch 16.000 weitere Fans von außerhalb der Absperrungen. ABBA spielte in Melbourne vor insgesamt 43.500 Zusehern mit Eintrittskarte, während etwa dieselbe Menge die Konzerte von außen verfolgte. Viele Fans versuchten auf Autos oder andere Erhöhungen zu klettern, um die Gruppe besser sehen zu können. Dabei fiel ein Teenager von einem Baum und musste ins Krankenhaus gebracht werden. Der Hotelmanager des Old Melbourne Motor Inn, in dem die Gruppe untergebracht war, zerschnitt die von den Mitgliedern genutzten Bettlaken und verkaufte sie als Souvenirs, obwohl ABBA noch im Hotel residierte.
Am 8. März 1977 reiste die Gruppe weiter nach Adelaide, wo schon auf dem Weg vom Flughafen zum Hotel eine Vielzahl von Reportern wartete, um live über die Tour berichten zu können. Aufgrund des großen Fan-Andrangs beim Hotel wurden ganze Stockwerke gesperrt, um der Band unter anderem die ungestörte Benutzung des Pools zu ermöglichen. Mindestens zwei Leibwächter waren permanent im Einsatz, um die Gruppe abzuschirmen. Agnetha Fältskog erzählte später, dass einige Leute versuchten, sie und ihre Kollegin Anni-Frid Lyngstad zu begrapschen. Das Konzert in Adelaide wurde von 21.000 zahlenden Zusehern sowie 10.000 weiteren gesehen. Die Mengen warteten auch hier bereits Stunden vor Beginn auf die Öffnung des Geländes, während Reporter teilweise per Hubschrauber vom Geschehen berichteten. Kritiker warfen der Band im Laufe der Tournee vor, Playback zu singen, weil sich der Klang „zu gut anhörte, um echt zu sein“ – tatsächlich waren die Auftritte allesamt live.
Im Entertainment Center in Perth fanden vom 10. bis 12. März 1977 die letzten fünf Konzerte der Tournee vor jeweils 8000 Menschen statt. Eine halbe Stunde vor dem Ende des ersten Konzerts informierte allerdings eine unbekannte Frau die Veranstalter über eine Bombe, die angeblich nach der Show gezündet werden sollte. Die Halle musste evakuiert und von der Polizei durchsucht werden, letztlich erwies sich der Anruf als Scherz. Unter den Zusehern nahm man fälschlicherweise an, die Unterbrechung wäre Teil der Show. Andersson, der gerade am Klavier auf der Bühne spielte, wurde bei der Evakuierung übersehen und kam verspätet aus dem Gebäude. Vor der Halle warteten bereits die Zuschauer des anschließenden Konzerts, das erst nach halbstündiger Verspätung beginnen konnte. Die Tournee endete schließlich am 13. März 1977 und hatte über 2,5 Mio. AUD eingespielt, mehr als jede andere Tournee in Australien zuvor.

## Nachwirken
Alle vier ABBA-Mitglieder sahen sich während der zwei Wochen in Australien einem massiven Druck durch Publikum und Medien ausgesetzt, den vor allem Fältskog nur schwer ertragen konnte. In ihrer 1996 veröffentlichten Autobiografie meinte sie, das Fieber, die Hysterie und die Menschenmassen seien „manchmal schrecklich“ gewesen und dass ihrer Meinung nach „schwärmerische Verehrung und Bedrohung nahe beieinander“ lägen. Auch Ulvaeus hatte bei einer Pressekonferenz angemerkt, dass man auf einer Tournee „ein etwas asoziales Leben“ führe, da man lediglich „isst, schläft und auf die Bühne“ gehe, was seiner Ansicht nach der Kreativität schaden würde. Die Erfahrung in Australien trug dazu bei, dass er Konzertreisen eher abgeneigt wurde, was auch Andersson bekräftigte. Dieser spielte seit der Zeit in seiner früheren Band grundsätzlich nicht gerne live auf der Bühne. Währenddessen beschrieb Lyngstad die Australien-Tour später als ihre schönste Erinnerung an ABBA, erklärte aber andererseits, die Massenhysterie als „schlimm“ empfunden zu haben.
Nach dem Ende der Tournee folgte eine Zeitspanne von mehreren Monaten, in der die Gruppe sich auf ihr Privatleben, die Fertigstellung des Spielfilms ABBA – The Movie sowie die Produktion neuer Songs konzentrierte. Zum selben Zeitpunkt zeichnete sich in Australien ein musikalischer Stimmungswandel ab. Das Interesse an ABBA war bereits abgeflaut, was sich u. a. an der Chartplatzierung von Knowing Me, Knowing You zeigte, das über Platz 9 nicht hinauskam. Als ein möglicher Grund für diese Entwicklung wird genannt, dass es in den anderthalb Jahren zuvor ein „Überangebot an ABBA“ gegeben hätte und die Tatsache, permanent „mit denselben Gesichtern konfrontiert“ zu sein, zwangsläufig zu einem Nachlassen des Interesses führte. Zudem wurde es unter Jugendlichen inzwischen als „uncool“ angesehen, die Band zu mögen, nicht zuletzt aufgrund dessen, dass zahlreiche Fans Kinder und Erwachsene waren.
RCA sprach sich im Oktober 1977 in Hinblick auf eine neue Singleveröffentlichung für das neue Stück Hole In Your Soul aus, da dessen Ausstrahlung den vorigen erfolgreichen ABBA-Hits in Australien am ähnlichsten war. Stattdessen wurde The Name of the Game veröffentlicht, das erst rund drei Monate später Platz 6 erreichen konnte. Dazu habe neben der ungünstigen Wahl auch die relativ lange Zeitspanne zwischen dem Ende der Tournee und der neuen Single beigetragen. Ebenso hatte der Film, der ursprünglich im August 1977 erscheinen sollte, letztendlich erst im Dezember Premiere und erzielte dort keine großen Einnahmen, was sich nachteilig auf das Interesse an der Band ausgewirkt haben soll. Zwar erreichte die neue LP ABBA – The Album Platz 4 der australischen Albumcharts, dies wurde im Vergleich zu den erfolgreichen Vorgängeralben, die allesamt Verkaufsrekorde brachen, jedoch als mäßiger Erfolg angesehen. Die erfolgreichste ABBA-Single nach der Abbamania wurde 1979 Chiquitita, die ebenfalls Platz 4 erreichte. Obgleich die LP Super Trouper noch 1980 den 5. Platz erreichen konnte, dauerte es bis 1992, als mit der Kompilation ABBA Gold erneut ein ABBA-Album in Australien zum Bestseller wurde. Bis heute wurden in Australien über 6 Millionen ABBA-Tonträger verkauft. Von dem Dutzend Alben, die sich in Australien über eine Million Mal verkauft haben, stammen drei von ABBA (The Best of ABBA, Arrival und ABBA Gold).
Demgegenüber tat das ABBA-Fieber in Großbritannien der Popularität der Gruppe keinen Abbruch. Schon The Name of the Game wurde zu einem weiteren Nummer-eins-Hit, das neue Album und die nachfolgende Single Take a Chance on Me ebenso. ABBA avancierte in Großbritannien zur erfolgreichsten Band der 1970er Jahre. Mit sieben Nummer-eins-Singles und fünf Nummer-eins-Alben, die insgesamt 35 Wochen die Spitzenposition belegten, übertraf die Gruppe alle anderen Musikkünstler der Dekade. Sämtliche Studioalben sowie zwei weitere Greatest-Hits-Alben erreichten bis zum Ende der Bandkarriere 1982 die Spitzenposition der britischen Charts. 1979 trat ABBA sechsmal in einer Woche in der ausverkauften Londoner Wembley Arena auf und 1980 wurde Super Trouper zum meistverkauften Album des Jahres. Das Album ABBA Gold erreichte 1992, 1999 und 2008 die britische Chartspitze und ist heute mit über 5 Millionen verkauften Exemplaren nach dem Greatest-Hits-Album von Queen das erfolgreichste Album Großbritanniens.

## Erklärung der Abbamania
In Australien erregten zunächst die Musikvideos der Gruppe großes Aufsehen. Die Tatsache, dass sie unter den ersten Farbfilmen waren, die im australischen Fernsehen ausgestrahlt wurden, sowie die auf den Rhythmus der Lieder abgestimmten Bildfolgen trugen vor allem beim jüngeren Publikum zur positiven Resonanz bei. Auch dass die Leadsängerinnen in die Kamera blickten und damit einen indirekten Bezug zu den Zusehern aufbauten, ließ die Gruppe sehr ansprechend wirken. Dazu kamen die Arrangements der Songs, die zwar sehr ausgefeilt, in ihrem Grundmuster jedoch recht einfach und eingängig waren und daher leicht zum Mitsingen. Zudem war die Zeitspanne, in der die drei Hit-Singles erschienen, verhältnismäßig gering. So wurde der Eindruck erweckt, ABBA wäre in der Lage, sehr schnell neue Hits zu produzieren, obwohl die Lieder allesamt aus dem Album ABBA stammten, das bereits Monate zuvor erschienen war. Da die Musikvideos Ende 1975 permanent im Fernsehen wiederholt wurden, hatte die Gruppe eine überaus hohe Präsenz. Zu dieser Zeit war in Australien noch wenig über ABBA bekannt, nicht zuletzt wegen der mangelnden Berichterstattung, was die Gruppe interessanter und geheimnisvoll wirken ließ.
Ausschlaggebend war auch der Eindruck, den ABBA im Gegensatz zu anderen Bands dieser Zeit machte. Während Rockbands in ihren Auftritten gewagte Showeinlagen durchführten und damit die jüngere Generation für sich gewannen, setzte ABBA allein auf die Musik und Kostüme und wurde so zu einer Band für nahezu alle Altersgruppen. Vor allem vom älteren Publikum wurden die zwei Paare als „nett und ordentlich“ betrachtet, da sie ein „sympathisches und intaktes Familienbild“ abgaben (Palm, 2006). Bis zu ihrem ersten Promotion-Besuch in Australien im März 1976 kannte das Publikum ABBA nur aus Fernsehen und Zeitungen, wodurch sie zunächst als eher surreal wahrgenommen wurden. Die überwältigende Präsenz der Gruppe in sämtlichen Medien, auch in der Werbung, führte im Laufe des Jahres 1976 mit zu ihrer hohen Popularität.
Eine bemerkenswerte Tatsache war überdies, dass mit ABBA eine Band aufkam, bei der die „kreativen Köpfe“ nicht gleichzeitig auch die Stars der Gruppe waren. Das größte Interesse lag auf den beiden Leadsängerinnen Agnetha Fältskog und Anni-Frid Lyngstad, deren Unterschied neben der Haarfarbe auch an der Ausstrahlung lag. Vor allem Fältskog wurde enorme Aufmerksamkeit zuteil. Mit ihren blonden Haaren und der zurückhaltenden Art gab sie ein eher unschuldiges und jugendliches Bild ab, galt mit dem ihr zugeschriebenen Sexappeal andererseits aber gleichzeitig als Verbildlichung der „schwedischen Sünde“. Währenddessen wurde mit Lyngstad als erwachsener und reifer wirkender Frau ein passender Gegensatz erzeugt. Der Daily Telegraph schrieb in einer Ausgabe 1976: „Diese beiden Mädchen gehören zu den erotischsten Frauen im Showbusiness.“
In Großbritannien hatte ABBA gegen Mitte der 1970er Jahre so gut wie keine Konkurrenz, die ähnliche Musik produzierte. Die meisten Stars der 1960er Jahre waren nicht mehr aktuell oder in andere Musikrichtungen gegangen. Mit der von Paul McCartney gegründeten Band Wings und dem Solokünstler Elton John gab es hier lediglich zwei berühmte Popmusiker, deren Musik mit jener von ABBA annähernd vergleichbar war. Im Kontrast zu den meisten Bands der 1960er und frühen 1970er Jahre war ABBA auch hier eine Gruppe, die bei den älteren Generationen viel Akzeptanz fand und daher eine große Altersgruppe an Fans umfasste. Weil ABBA in ihre Musik keine politischen Botschaften einfließen ließ, wie es etwa in den 1960er Jahren in populären Musikbereichen üblich gewesen war, sondern stattdessen primär unterhalten wollte, war die Gruppe auch in Großbritannien zahlreicher Kritik ausgesetzt. Trotzdem dominierten in jener Zeit, in der Rebellion und politische Texte in der Punkszene weiterverfolgt wurden, eingängige und ausgefeilten Produktionen mit unbeschwerten Texten von ABBA die britischen Charts.

## Dokumentationen
- Matti Croker, Rebecca Mcelroy: ABBA: Bang-A-Boomerang. Australien, 2013, behandelt das Phänomen „Abbamania“ aus australischer Sicht und lässt u. a. Fanclub-Mitglieder, Journalisten sowie Fernsehmoderatoren der damaligen Zeit zu Wort kommen (darunter John Paul Young)[24]